# 景荣庆
景荣庆（1925年7月31日—2009年8月1日），男，原名端成，河南开封人，京剧净角，精于架子花脸。他工架壮美稳健，表演洗练大方。

## 简历
13岁入中华戏曲专科学校，16岁转入荣春社科班。1949年起先后参加谭富英、奚啸伯、言慧珠等剧团演出。1953年加入中国戏曲研究院实验京剧团。1958年后长期在中国京剧院二团演出，与李和曾、张云溪、张春华并挂四头牌，曾为院长梅兰芳配戏。
2009年于中国科学院广安门中医医院病逝，享年85岁。

## 指点老师
- 陈富瑞
- 宋富亭
- 孙盛文
- 范宝亭
- 郝寿臣
- 丁永利
- 钱宝森

## 合作演员
- 李少春
- 叶盛兰
- 杜近芳
- 梅兰芳

## 剧目
- 《芦花荡》
- 《钟馗嫁妹》
- 《通天犀》
- 《将相和》（廉颇））
- 《赠绨袍》（须贾）
- 《霸王别姬》（项羽）
- 《失街亭》（马谡）
- 《除三害》（周处）
- 《战宛城》、《长坂坡》、《群英会》、《逍遥津》（曹操）